# آرامگاه شاه احمد خاموش
بقعهٔ شاه احمد خاموش مربوط به اوایل سدهٔ ۱۰ ه.ق است و در شهرستان جویم، بخش جویم، دهستان جویم، منطقه کلون بالا، واقع در جهت غربی تنگ ی کلون واقع شده و این اثر در تاریخ ۱۸ شهریور ۱۳۸۷ با شمارهٔ ثبت ۲۳۴۵۰ به‌عنوان یکی از آثار ملی ایران به ثبت رسیده است.